# 郭世英
郭世英（1942年—1968年4月22日），郭沫若与立群之子，出生于重庆。曾就读于北京101中学。

## 生平
- 1962年9月，郭世英进入北京大学哲学系就读。
- 1963年2月，郭世英和张鹤慈、孙经武等人成立X诗社。
- 1963年5月，有人向有關部門檢舉X詩社，公安人員很快立案，隨後X詩社成員被迫交代自己的「反動」思想。郭世英受到寬大處理，到河南的農場勞動一年，期滿後，在他自己要求下，又延長了一年。後轉往北京農業大學就讀。
- 1968年4月，被北京農業大學的紅衛兵抓去，刑訊逼供，追究「誰包庇了反動學生郭世英」；22日，倍受折磨的郭世英墜樓而死。

## 外部連結
- 郭沫若晚年之痛—— 郭民英、郭世英之死